# باري كالاغان
باري كالاغان (بالإنجليزية: Barry Callaghan)‏ هو لاعب كرة قدم بريطاني، ولد في 30 نوفمبر 1986 في غلاسكو في المملكة المتحدة. لعب مع دندي يونايتد وكوين أوف ساوث ونادي بريتشين سيتي.

## وصلات خارجية
- باري كالاغان على موقع قاعدة بيانات كرة القدم.إي يو (الإنجليزية)
- باري كالاغان على موقع Soccerbase.com (لاعب) (الإنجليزية)